# Friedrich von der Decken (Politiker, 1802)

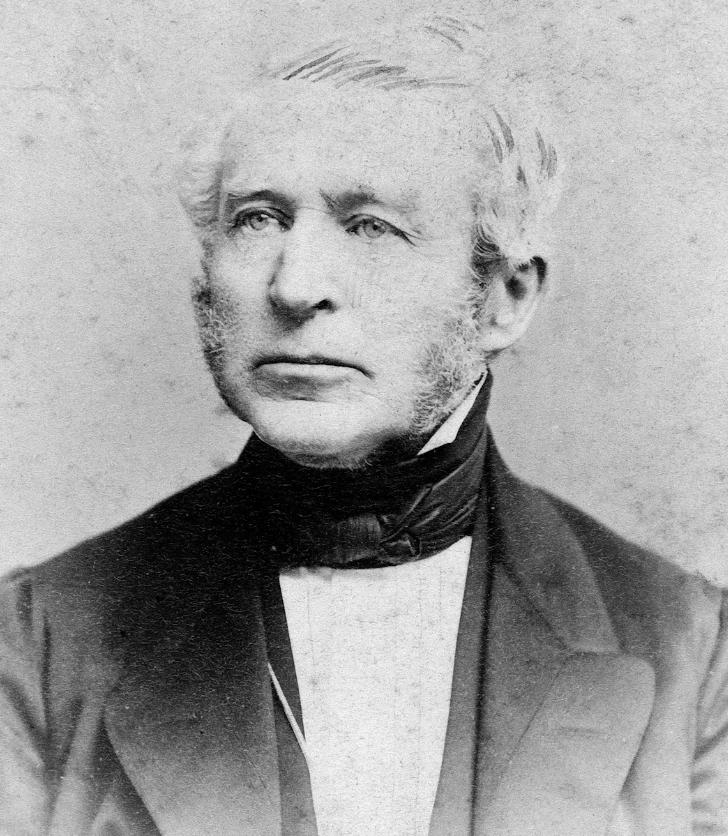
Friedrich von der Decken

Friedrich von der Decken (* 30. Januar 1802 in Braunschweig; † 7. Januar 1881 in Holenwisch bei Wischhafen) war ein deutscher Großgrundbesitzer und Politiker im Königreich Hannover.

## Leben
Friedrich von der Decken war der Sohn des dänischen Leutnants Ludwig von der Decken (1771–1812). Als Jurastudent an der Georg-August-Universität Göttingen wurde er Mitglied des Corps Bremensia. Er wechselte an die Ruprecht-Karls-Universität Heidelberg und wurde 1823 auch im Corps Guestphalia Heidelberg aktiv. Friedrich heiratete 1837 Auguste Amalia von der Beck, die Erbin von Rutenstein. Ihr Sohn Otto von der Decken wurde  Mitglied des Reichstags. Friedrich wohnte auf dem Rittergut Rutenstein bei Freiburg/Elbe, das er 1840 erworben hatte. Nachdem Auguste Amalia 1850 gestorben war, heiratete Friedrich am 15. Mai 1855 in zweiter Ehe Auguste von Hodenberg.
Die Deutsche Revolution 1848/1849 führte zu einer vorübergehenden Liberalisierung im Königreich Hannover. Diese wurden von König Georg V. (Hannover) (1851–1866) unter dem Einfluss des preußischen Bundestagsgesandten Otto von Bismarck rückgängig gemacht. In diesem Zusammenhang kämpfte Friedrich von der Decken ebenfalls für die Rechte des Adels. 1851/52 war er Finanzminister und 1855–1862 Justizminister im Königreich Hannover. Nach der Schlacht bei Langensalza wurde das Königreich Hannover von Preußen annektiert und zur Provinz Hannover umgewandelt. Danach wurde Friedrich 1868 in das Preußische Herrenhaus berufen; er nahm den Sitz aber nicht ein.

## Siehe auch

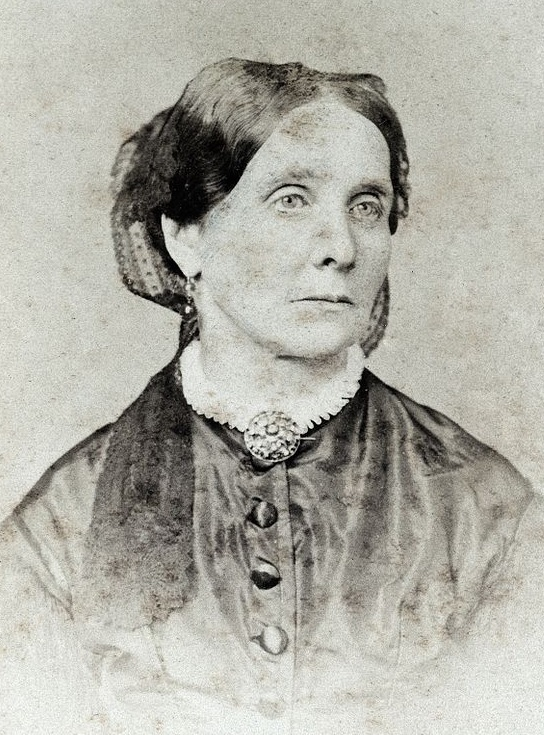
Auguste von der Decken geb. von Hodenberg